# Acrostemon
Acrostemon es un género  de plantas fanerógamas perteneciente a la familia Ericaceae.  Comprende 15 especies descritas y de estas, solo 11 aceptadas.

## Taxonomía
El género  fue descrito por Johann Friedrich Klotzsch y publicado en Linnaea 12: 227. 1838.

## Especies aceptadas
A continuación se brinda un listado de las especies del género Acrostemon aceptadas hasta febrero de 2014, ordenadas alfabéticamente. Para cada una se indica el nombre binomial seguido del autor, abreviado según las convenciones y usos.
- Acrostemon barkerae Compton
- Acrostemon equisetoides Klotzsch
- Acrostemon eriocephalus N.E.Br.
- Acrostemon glandulosus Rach
- Acrostemon hirsutus Klotzsch
- Acrostemon incanus Klotzsch
- Acrostemon incurvus Benth.
- Acrostemon schlechteri N.E.Br.
- Acrostemon stokoei L.Guthrie
- Acrostemon thunbergii Alm & T.C.E.Fr.
- Acrostemon xeranthemifolius (Salisb.) E.G.H.Oliv.